# Dicranota astigma
Dicranota astigma är en tvåvingeart som beskrevs av Alexander 1954. Dicranota astigma ingår i släktet Dicranota och familjen hårögonharkrankar. Inga underarter finns listade i Catalogue of Life.